# Gogi Grant

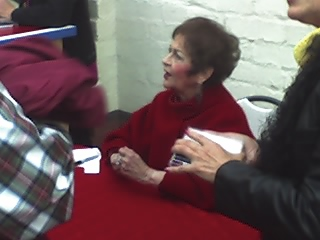
Gogi Grant (2006)

Gogi Grant (eigentlich Myrtle Audrey Arinsberg; * 20. September 1924 in Philadelphia, Pennsylvania; † 10. März 2016 in Los Angeles, Kalifornien) war eine amerikanische Popsängerin. Ihr größter Erfolg war der Nummer-eins-Hit The Wayward Wind im Jahre 1956.

## Leben und Karriere
Myrtle Arinsberg wurde als ältestes von sechs Kindern in eine jüdische Familie geboren. Ihre Eltern, Rose (geborene Jacobson) und Alexander Arinsberg, waren nach unterschiedlichen Angaben entweder russischer oder englisch-deutscher Abstammung. Mit zwölf Jahren zog sie mit ihrer Familie um nach Los Angeles, wo sie die Venice High School besuchte. Sie gewann einen Gesangswettbewerb für Teenager und trat in Talentshows im kalifornischen Fernsehen auf. Als Vorbilder gelten für sie Ruth Etting und Russ Columbo. In der High School lernte sie Schreibmaschine und Stenotypie, wollte Lehrerin oder Werbegrafikerin werden.
In den frühen 1950er-Jahren arbeitete sie als Autoverkäuferin. Bald machte sie ihre ersten Gesangsaufnahmen unter den Pseudonymen Audrey Brown und Audrey Grant. Nachdem sie im Gold Star Studio eine Demoaufnahme des Songs I'm Yours gemacht hatte, wurde sie von RCA Victor unter Vertrag genommen. Den Namen Gogi erhielt sie von Dave Kapp, dem Leiter der A&R-Abteilung bei RCA Victor, der den Namen Audrey Grant nicht für geeignet für einen Gesangsstar hielt. Angeblich war er Stammgast in einem Restaurant namens Gogi’s LaRue, weshalb er diesen Vornamen vorschlug. Eine andere Version erzählte Grant in einem Zeitungsartikel; danach habe sie Kapp gefragt, was Gogi bedeute. Er habe geantwortet, er habe keine Ahnung, er habe einfach nachts davon geträumt. Unter dem Namen Gogi Grant erschien bei RCA Victor noch 1952 die Single Forget Me Not/Where There’s Smoke, There’s Fire.
1954 verließ Kapp RCA Victor und gründete sein eigenes Label, Kapp Records. Grant kannte Bandleader und Komponist Buddy Bregman, er vermittelte sie 1955 zur kurz zuvor gegründeten kleinen Plattenfirma Era Records. Deren dritte Single (mit der Katalognummer 45-1003) war Grants Suddenly There’s a Valley. Der Song stieg im Oktober 1955 in die Charts ein und erreichte die Top Ten. Im folgenden Jahr nahm Grant mit Bregman in 15 Minuten einer Studiosession einen Song auf, den Era-Records-Gründer Herb Newman mit einem Kommilitonen an der UCLA geschrieben hatte. Er war – wie Suddenly There’s a Valley – ursprünglich für einen männlichen Sänger gedacht; Grant änderte ein wenig am Text, Bregmans Orchester sorgte für die instrumentale Begleitung. Da die zuvor aufgenommene Single Who Are We nur Platz 62 in den Charts erreichte, wurde The Wayward Wind schnell veröffentlicht und Grant hatte ihren größten Hit. Er erreichte am 16. Juni 1956 Platz eins der Billboard-Charts, wobei er Elvis Presleys Heartbreak Hotel an der Höchstposition ablöste. The Wayward Wind hielt sich sechs Wochen lang an der Spitze der Charts. Die Single (veröffentlicht auf Era 45-1013) verkaufte sich allein in den Vereinigten Staaten mehr als eine Million Mal und erreichte in Großbritannien Platz neun der Singlecharts. Grant wurde von Billboard zur populärsten Sängerin gewählt. An den Erfolg ihres Hits konnte sie anschließend nicht anknüpfen; 1956 und 1958 hatte sie lediglich drei weitere Hits in den US-Singles-Top-100 mit der Höchstplatzierung 69.
Für den Film The Helen Morgan Story, ein Porträt der Jazzsängerin Helen Morgan, übernahm Grant 1957 die Gesangsparts für Schauspielerin Ann Blyth, die die Titelrolle spielte. Der Soundtrack unter musikalischer Leitung von Ray Heindorf erschien bei RCA Victor und erreichte Platz 25 der US-Albumcharts. Auch eine EP mit Songs aus dem Soundtrack und Grants nächste Singles wurden wieder bei RCA Victor veröffentlicht; Strange Are the Ways of Love wurde ein kleinerer Hit. Grant wurde im Frühling 1957 als Schauspielerin für den Musikfilm The Big Beat verpflichtet, in dem sie neben William Reynolds und Andra Martin die Rolle der Sängerin Cindy Adams spielte. Von Grants Liedern wurde erneut eine EP veröffentlicht. Im Film traten darüber hinaus bekannte Künstler wie das Cal Tjader Quintett, George Shearing und die Del Vikings auf; er kam im Februar 1958 in die amerikanischen Kinos.
Im selben Jahr war Grant neben Howard Keel und Anne Jeffreys Solosängerin auf der Langspielplatte mit der ersten Stereoaufnahme des Musicals Show Boat; dieselbe Besetzung spielte im folgenden Jahr eine Aufnahme von Kiss Me, Kate ein, von dieser LP wurden auf dem deutschen Markt vier Songs auf einer EP veröffentlicht. Zwei Duette und je ein Solo von Tony Martin und Gogi Grant befanden sich auf der ebenfalls 1958 veröffentlichten EP Gigi mit Songs aus dem gleichnamigen Film. 1959 wechselte sie zu Liberty Records. The Wayward Wind wurde von Era Records im April 1961 erstmals wiederveröffentlicht und erreichte diesmal Platz 50 der Charts. Der Song wurde in späteren Jahren mehrfach erneut auf Singles herausgebracht, ohne dabei mit Hitparadenerfolgen bedacht zu werden.
Grant veröffentlichte bis Ende der 1960er-Jahre weiter Schallplatten und trat im Fernsehen auf, doch sie büßte an Beliebtheit ein. Nachdem sie 1967 einen letzten Hitparadenerfolg verzeichnen konnte – die Single The Sea erreichte die Top 20 der Billboard-Easy-Listening-Charts – zog sie sich für zwei Jahrzehnte aus dem Musikbusiness zurück und kümmerte sich um ihre Familie. 1987 nahm sie ihre Gesangskarriere wieder auf, in Großbritannien wurde im selben Jahr ihr Album Granted…It’s Gogi wiederveröffentlicht. Im Jahr 2004 sang sie, mit mittlerweile 80 Jahren, ihren Hit The Wayward Wind in der PBS-Show Magic Moments. Sie war eine der Hauptakteurinnen der The Fabulous Palm Springs Follies, einer Musikrevue in Palm Springs. Noch bis 2013 stand sie, im Alter von 89 Jahren, auf der Bühne.

## Privates
Im Januar 1959 heiratete Grant ihren zweiten Ehemann, den Anwalt Robert Rifkind.
 Nach einer Krebsoperation in hohem Alter hatte sie sich wieder erholt. Sie starb mit 91 Jahren am 10. März 2016 in Los Angeles.

## Diskografie

### Alben
- 1957: Suddenly There’s Gogi Grant (Era, US; London, UK)
- 1958: The Helen Morgan Story (UK: Both Ends of the Candle) (RCA Victor)
- 1958: Welcome to My Heart (RCA Victor)
- 1958: Torch Time (RCA Victor)
- 1958: Show Boat, mit Howard Keel, Anne Jeffreys und Henri René and His Orchestra (RCA Victor)
- 1958: Songs from the Motion Picture Gigi, mit Tony Martin und Dennis Farnon’s Orchestra (RCA Victor)
- 1959: Kiss Me Kate, mit Howard Keel, Anne Jeffreys und Henri René and His Orchestra (RCA Victor)
- 1960: Granted It’s Gogi (RCA Victor)
- 1960: If You Want to Get to Heaven, Shout! (Liberty)
- 1961: The Wayward Wind (Era)
- 1964: City Girl in the Country (CRC-Charter)
- 1968: Gogi Grant (Pete)
- 1970: The Way a Woman Feels (Pete)
- 2009: With All My Heart (Jasmine)

### Singles
| Jahr | Titel Album                    | Höchstplatzierung, Gesamtwochen, AuszeichnungChartplatzierungen (Jahr, Titel, Album, Platzierungen, Wochen, Auszeichnungen, Anmerkungen) | Höchstplatzierung, Gesamtwochen, AuszeichnungChartplatzierungen (Jahr, Titel, Album, Platzierungen, Wochen, Auszeichnungen, Anmerkungen) | Anmerkungen                |
| Jahr | Titel Album                    | UK | US | Anmerkungen                |
| ---- | ------------------------------ | --- | --- | -------------------------- |
| 1955 | Suddenly There’s a Valley –    | — | US14 (16 Wo.)US | Erstveröffentlichung: 1955 |
| 1956 | Who Are We –                   | — | US62 (7 Wo.)US | Erstveröffentlichung: 1956 |
| 1956 | The Wayward Wind –             | UK9 (11 Wo.)UK | US1 (37 Wo.)US | Erstveröffentlichung: 1956 |
| 1956 | You’re In Love –               | — | US69 (7 Wo.)US | Erstveröffentlichung: 1956 |
| 1956 | When the Tide Is High –        | — | US75 (2 Wo.)US | Erstveröffentlichung: 1956 |
| 1958 | Strange Are the Ways of Love – | — | US80 (3 Wo.)US | Erstveröffentlichung: 1958 |

Weitere Singles
- 1952: Forget Me Not
- 1952: Mommy’s Little Angel, The Three Suns featuring Gogi Grant
- 1953; Everyone Knows I Love You
- 1956: Secret Love (EP)
- 1956: Gogi Grant (EP, nur UK)
- 1957: It’s a Wonderful Thing to Be Loved
- 1957: The Helen Morgan Story (EP)
- 1957: Johnny’s Dream
- 1957: The Golden Ladder
- 1958: Bonjour Tristesse
- 1958: I Gave You My Heart
- 1958: Kiss Me, Kate (EP, mit Howard Keel und Anne Jeffreys, DE)
- 1958: How Do We Know We're In Love
- 1958: Gigi (EP; Gogi Grant & Tony Martin)
- 1959: Say a Prayer for Me Tonight (B-Seite: Tony Martin, She Is Not Thinking of Me (Waltz at Maxim's); nur UK)
- 1958: The Big Beat (EP)
- 1959: Two Dreams
- 1959: (Kiss Me) Honey, Honey (Kiss Me) (UK und Australien)
- 1959: The Ride Back from Boot Hill
- 1959: I'll Never Smile Again
- 1960: All God’s Children Got Shoes
- 1960: Stay Here with Me
- 1960: Goin' Home (UK)
- 1961: That One Kiss
- 1961: Johnny, I Hardly Knew Ye
- 1962: Magic Music
- 1963: Send Him Back to Me
- 1963: Tender Is the Night
- 1963: The Image of Your Face
- 1963: Here Comes the Heartache Again
- 1964: Dear Friend (UK)
- 1966: Pathfinder
- 1967: The Sea
- 1968: Down Here on the Ground
- 1969: Padre
- 1969: Buy Me Penny Candy